# Грб Британске Колумбије
Грб Британске Колумбије формиран је у две прилике, тако што су штит и мото даровани 1906. године од Едварда VII, а остатак грба 1987. године од стране Елизабете II.

## Симболи
Штит се састоји из заставе Велике Британије у горњем делу, која на себи има круну у центру. Доњи део штита је Сунце које залази у океан, што симболише позицију на Тихом океану.
Мото на свитку, Splendor sine occasu - дивота без умањивања односи се на залазак Сунца на Тихом океану.
Креста је краљевска креста (златни лав који стоји на све четири шапе, окренут гледаоцу, са огрлицом од пацифичког цвета провинције.
Држачи су вапити јелен и ован. Они симболишу унификацију копненог дела провинције (ован) и острво Ванкувер (вапити јелен).
Испод штита је огрлица од пацифичког цвета (Pacific dogwood).